# Држава (новине)
Држава је лист који је излазио једном седмично у периоду од 24. новембра 1918. године, за вријеме постојања Државе Словенаца, Хрвата и Срба, до зиме 1920. Од тада је лист излазио нередовно, обично за вријеме избора, све до краја избора 1927.

## Историјат
Држава је била политичко-информативни лист, који је првенствено излазио као орган Народне политичке организације за бихаћки и бањалучки округ. Власник овог листа је био др Душан Иванишевић.
Први озбиљан политичко-информативни лист у Бањалуци након Првог свјетског рата, је била управо Држава. Прије појаве Државе, из штампе је излазио лист Народна воља, који је Држава потиснула и преузела његову улогу. Нови лист је имао задатак да постане израз расположења народа Крајине у рјешавању облика државе, њеног унутрашњег уређења и рјешења тешког аграрног питања. Лист се залагао за пуно народно јединство, заступајући идеологију југословенства. По питању државно-правног и политичког уређења државе лист се залагао, да се читава организација државе Срба, Хрвата и Словенаца уреди као демократска монархија са династијом Карађорђевића, без икаквих политичких граница и без икаквих провинцијалних или племенских аутономија.
Народна политичка организација за бихаћки и бањалучки округ прихвата овај лист за свој службени орган и тада му мијења име у "Јединствена држава", али у самом садржају и начину писања, осим назива ништа није промијењено.
Након форирања Демократске странке, представници Народне политичке организације, који су учествовали на оснивачкој скупштини Демократске странке, одржаној у Сарајеву 15. и 16. фебруара 1919. одлучено је да се Народна политичка организација расформира, а њене присталице страначки опредијеле. Већина присталица Народне политичке организације опредијелила се за Демократску странку, нову политичку организацију за цијелу државу. Послије априлске сједнице, и размимоилажења са радикалски опредјељеним чановима, који су формирали своју странку и службени гласник, лист "Јединствена држава“ постала је орган прво Демократске странке, а затим  године 1924. Самосталне демократске странке.
Редакциони одбор листа и његови уредници су били: Фрањо Виолић, прота Душан Кецмановић, др Димитрије Закић, Шпиро Боцарић и професори Илија Михић и Драгутин Кокановић. Држава је водила огорчену борбу са радикалским листом, који се звао "Гласник".